# Tłuszcz
Tłuszcz (udtale: [twuʂt͡ʂ] tysk: Tluschtsch)  er en by der ligger i det østlige, centrale Polen, i den centrale del af voivodskabet Masovien (Województwo mazowieckie) og har 8.039(2021) indbyggere og et areal på 7,91  km². Den er en del af powiatet (amt) Wołomin.

## Historie
Tłuszcz blev grundlagt i det 15. århundrede. Det var en kongelig landsby i Polen, administrativt beliggende i Nur Land i Masoviske Voivodeskab i provinsen Storpolen i Kongeriget Polen.
Under den polsk-sovjetiske krig, natten mellem den 12. og 13. august 1920, var Tłuszcz skueplads for en træfning mellem polakkerne og de invaderende russere, i en del af Slaget ved Warszawa (1920).